# Renault Celtaquatre
En mayo de 1934 se presentó el Renault Celtaquatre, un automóvil construido en serie hasta 1938, en sus distintos modelos destinado a competir con el Citroën Traction Avant. Fue el primer modelo de la factoría Renault que atendió a las leyes de la aerodinámica, abandonando los trazados rectos de las anteriores carrocerías, para montar una con líneas curvas en todo el vehículo. El aspecto redondeado de su carrocería enseguida le hizo acreedor del apodo popular: el «Celtaboule».
Tenía un motor muy a la vanguardia para su época, potente y de bajo consumo (8 litros a los 100 km). Todos los modelos se fabricaron en bitono, pudiendo pedirse a fábrica un solo tono, pagando un suplemento de unos 5€. Se hace ilustre en el terreno deportivo, rodando en el autódromo de Linas-Montlhéry durante 6 horas a una velocidad media de 111 km/h. Ganó rallys en Alemania, Egipto y Francia.

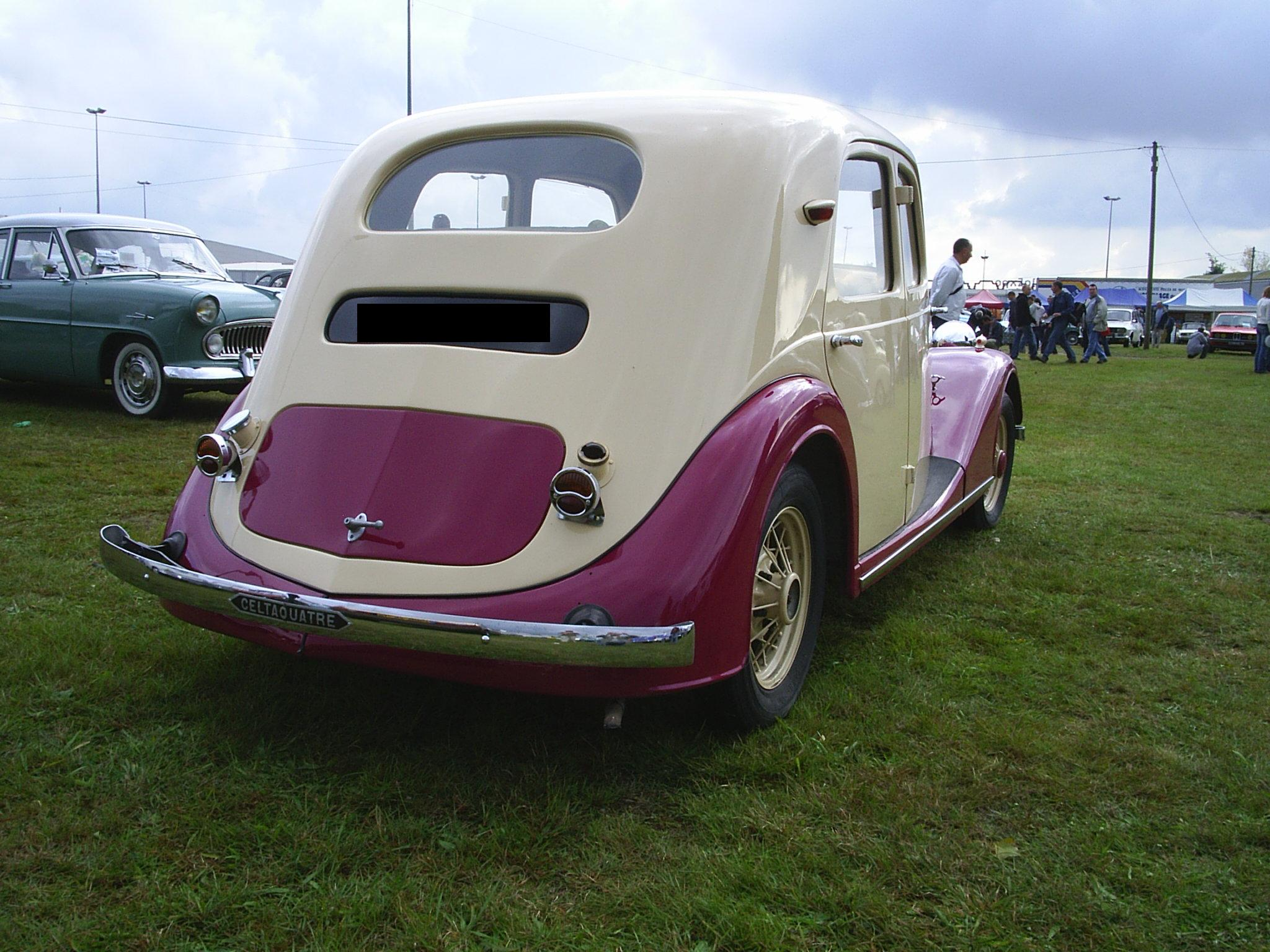
Renault Celtaquatre 1935
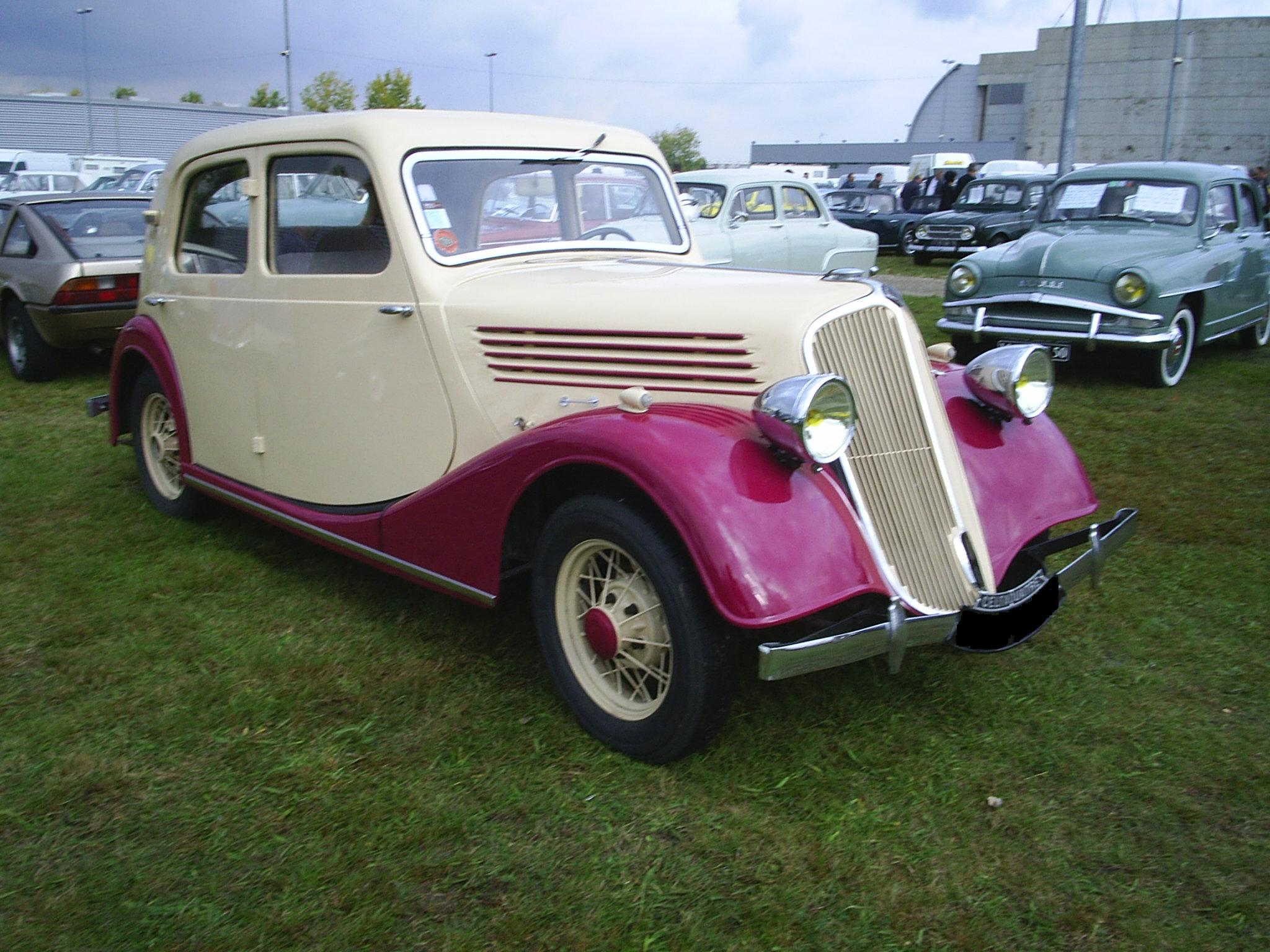
Renault Celtaquatre 1935